# Вербовський Георгій Петрович
Георгій Петрович Вербовський (нар. 8 червня 1939, Харків, УРСР — пом. 12 грудня 2019) — радянський футболіст, півзахисник. Майстер спорту СРСР (1962). Тренер.

## Клубна кар'єра
Розпочав займатися футболом у білоруському місті Ліда у 1950 році. З 1954 року, після переїзду до Калінінграда, займався у юнацькій команді «Авангард» при місцевій дитячо-юнацькій школі олімпійського резерву. У 17 років потрапив до місцевого «Харчовика», який грав у класі «Б». У калінінградському клубі, перейменованому в «Балтику», Вербовський провів за основний склад шість сезонів, був капітаном команди.
Декілька гравців «Крил Рад», які грали за «Балтику», у 1961 році, повернулися до Куйбишева. Микола Поздняков рекомендував тренерам «Крил» звернути увагу на свого колишнього одноклубника. Вербовського оперативно перевезли до Куйбишева, проте тренер «Балтики» написав до Москви скаргу і футбольна федерація заборонила перехід гравця. У 1962 році Георгій зіграв декілька міжнародних матчів за збірну РРФСР, за що отримав звання майстра спорту та запрошення від московських ЦСКА та «Локомотива». У 1963 році з другої спроби перейшов до «Крила Рад». Дебютував за основний склад нового клубу 3 вересня того ж року у гостьовій зустрічі із московським «Спартаком», замінивши на 71-й хвилині Віктора Ліпатова. 23 жовтня 1963 року у грі проти «Кайрата» відзначився своїм першим голом у класі «А». За «Крила» він провів 88 поєдинків, у яких тричі відзначався голами.
У 1969 році повернувся до калінінградської «Балтики», де провів один сезон. З 1970 по 1972 роки захищав кольори нальчикського «Автомобіліста», де завершив кар'єру гравця.

## Кар'єра тренера
Тренерську кар'єру розпочав у 1975 році, коли працював тренером у куйбишевській СДЮШОР № 11 «Схід». З 1976 по 1980 роки був помічником Віктора Кірша у «Крилах Рад». З 1981 по 1983 роки працював на аналогічній посаді у горьківській Волзі. У 1984 році був тренером у куйбишевській ШВСМ. Через рік, на запрошення Віктора Кірша, увійшов до тренерського штабу черкеського «Нарта». Кірш незабаром покинув команду, а Вербовський, ставши головним тренером, пропрацював у Черкеську ще два сезони.
З 1988 по 1990 роки тренував куйбишевський «Нафтовик». У 1991—1992 роках був старшим викладачем фізкультури в СДПІ. В 1993 знову став помічником Віктора Кірша, цього разу в самарській команді другої ліги — СКД. Через сезон Вербовський очолив СКД та керував ним до 1996 року. З 1996 по 2001 рік працював тренером у самарській СДЮШОР № 5. У 1999 очолив похвистнєвський «Нафтовик», однак після першого кола команда знялася через фінансові проблеми. Станом на 2009 рік працював тренером у самарській ГУДО СДЮСШОР.

## Досягнення
- Чемпіонат РРФСР
  -  Чемпіон (1): 1970

- Дріга ліга СРСР
  -  Чемпіон (1): 1971 (зональний турнір)

## Сім'я
Одружився в Куйбишеві, де в нього народилися син Денис та дочка Анжеліка.

## Статистика виступів
| Команда                  | Сезон             | Чемпіонат         | Чемпіонат | Чемпіонат | Кубок | Кубок | Інші  | Інші | Загалом | Загалом |
| Команда                  | Сезон             | Рів.              | Матчі     | Голи      | Матчі | Голи  | Матчі | Голи | Матчі   | Голи    |
| ------------------------ | ----------------- | ----------------- | --------- | --------- | ----- | ----- | ----- | ---- | ------- | ------- |
| «Балтика» (Калінінград)  | 1957              | II                | 15        | 0         | 0     | 0     | 0     | 0    | 15      | 0       |
| «Балтика» (Калінінград)  | 1958              | II                | 24        | 1         | 1     | 0     | 0     | 0    | 25      | 1       |
| «Балтика» (Калінінград)  | 1959              | II                | 20        | 1         | 1     | 0     | 0     | 0    | 21      | 1       |
| «Балтика» (Калінінград)  | 1960              | II                | 23        | 3         | 0     | 0     | 0     | 0    | 23      | 3       |
| «Балтика» (Калінінград)  | 1961              | II                | 24        | 1         | 4     | 1     | 0     | 0    | 28      | 2       |
| «Балтика» (Калінінград)  | 1962              | II                | 22        | 4         | 3     | 0     | 0     | 0    | 25      | 4       |
| «Балтика» (Калінінград)  | Загалом           | Загалом           | 128       | 10        | 9     | 1     | 0     | 0    | 137     | 11      |
| «Крила Рад» (Самара)     | 1963              | I                 | 10        | 1         | 0     | 0     | 0     | 0    | 10      | 1       |
| «Крила Рад» (Самара)     | 1964              | I                 | 12        | 0         | 0     | 0     | 0     | 0    | 12      | 0       |
| «Крила Рад» (Самара)     | 1965              | I                 | 5         | 0         | 0     | 0     | 0     | 0    | 5       | 0       |
| «Крила Рад» (Самара)     | 1966              | I                 | 24        | 1         | 0     | 0     | 0     | 0    | 24      | 1       |
| «Крила Рад» (Самара)     | 1967              | I                 | 17        | 0         | 0     | 0     | 0     | 0    | 17      | 0       |
| «Крила Рад» (Самара)     | 1968              | I                 | 20        | 1         | 0     | 0     | 0     | 0    | 20      | 1       |
| «Крила Рад» (Самара)     | Загалом           | Загалом           | 88        | 3         | 0     | 0     | 0     | 0    | 88      | 3       |
| «Балтика» (Калінінград)  | 1969              | II                | 38        | 2         | 0     | 0     | 0     | 0    | 38      | 2       |
| «Автомобіліст» (Нальчик) | 1970              | III               | 41        | 5         | 2     | 0     | 3     | 0    | 46      | 5       |
| «Автомобіліст» (Нальчик) | 1971              | III               | 16*       | 1         | 0     | 0     | 0*    | 0    | 16*     | 1       |
| «Автомобіліст» (Нальчик) | 1972              | II                | 28        | 2         | 0     | 0     | 0     | 0    | 28      | 2       |
| «Автомобіліст» (Нальчик) | Загалом           | Загалом           | 85*       | 8         | 2     | 0     | 3*    | 0    | 90*     | 8       |
| Усього за кар'єру        | Усього за кар'єру | Усього за кар'єру | 339*      | 23        | 11    | 1     | 3*    | 0    | 353*    | 24      |

Примітка: знаком * відзначені колонки, дані в яких, можливо, неповні через відсутність протоколів другого кола першості 1971 року, і навіть протоколів турніру за право виходу в Першу лігу 1971 року.
Джерела:
- Статистика виступів взята з спортивного медіа-порталу FootballFacts.ru [Архівовано 3 листопада 2014 у Wayback Machine.]

## Статистика на посаді головного тренера
| Клуб                     | Країна | Початок роботи | Кінець роботи | Результати | Результати | Результати | Результати | Результати | Результати | Результати |
| Клуб                     | Країна | Початок роботи | Кінець роботи | Іг         | В          | Н          | П          | У %        | Н %        | П %        |
| ------------------------ | ------ | -------------- | ------------- | ---------- | ---------- | ---------- | ---------- | ---------- | ---------- | ---------- |
| СКД (Самара)             | Росія  | 1994           | 1995          | 72         | 36         | 10         | 26         | 50.00      | 13.89      | 36.11      |
| «Нафтовик» (Похвистнєво) | Росія  | 1999           | червень 1999  | 13         | 3          | 2          | 8          | 23.08      | 15.38      | 38.46      |

Джерела:
- Статистика виступів взята з спортивного медіа-порталу FootballFacts.ru [Архівовано 3 листопада 2014 у Wayback Machine.] (рос.)